# Grace Deutcho
Isaora Grace Deutcho Nguedjui, née le 8 janvier 1988, est une judokate camerounaise.

## Biographie
Grace Deutcho est médaillée de bronze dans la catégorie des moins de 57 kg aux Jeux africains de 2011 à Maputo.